# Croix de cimetière de Colombe-lès-Vesoul
La croix de cimetière de Colombe-lès-Vesoul est une croix située dans le cimetière de Colombe-lès-Vesoul, dans le département de la Haute-Saône, en France.

## Description

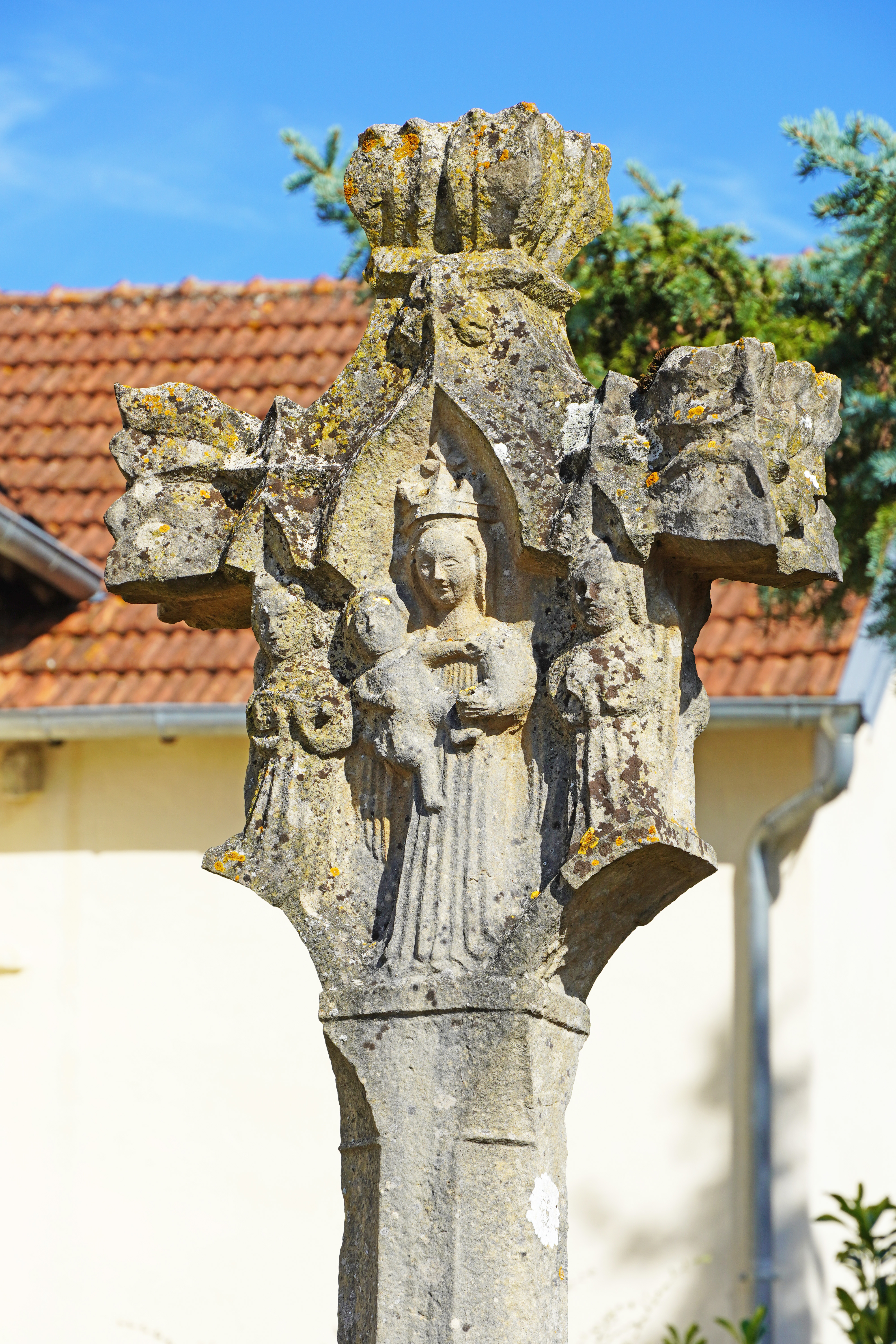
Vue raprochée.

## Localisation
La croix est située dans le cimetière de la commune de Colombe-lès-Vesoul. Henri Teitgen, vice-président de l'Assemblée nationale, est enterré dans ce cimetière.

## Historique
Cette croix de cimetière a été édifiée au XVe siècle. Elle est inscrite au titre des monuments historiques depuis le 24 janvier 1927.